# Margarodera
Margarodera is een geslacht van rechtvleugeligen uit de familie sabelsprinkhanen (Tettigoniidae). De wetenschappelijke naam van dit geslacht is voor het eerst geldig gepubliceerd in 1957 door Beier.

## Soorten
Het geslacht Margarodera  is monotypisch en omvat slechts de volgende soort:
- Margarodera quadripunctata (Beier, 1957)